# أطفال 404
أطفال 404 هو مجتمع روسي لمختلف الهويات الجنسية عبر الإنترنت وموقع التواصل الاجتماعي الروسي "في كاي". لينا كيلموفا هي مؤسسة هذا المجتمع، وتعمل لينا كصحفية بمدينة «نيجني تاجيل»، وقد كتبت سلسلة من المقالات التي تتناول المثليات جنسيًا والمثليين جنسيًا والمخنثين جنسيًا والعابرين جنسيًا وأيضًا ثنائيي الجنس من المراهقين، كما أنها نشرت كتاب يتناول هذه الموضوعات عام 2014. وأسست عام 2013 مجتمع إلكتروني عبر منصة التواصل الاجتماعي فيسبوك وموقع التواصل الاجتماعي «في كاي» تحت اسم «أطفال 404» والذي يتيح للمراهقين مساحة للتناقش حول الهويات الجنسية المتعددة وأيضًا دعم بعضهم البعض.

## معرض صور

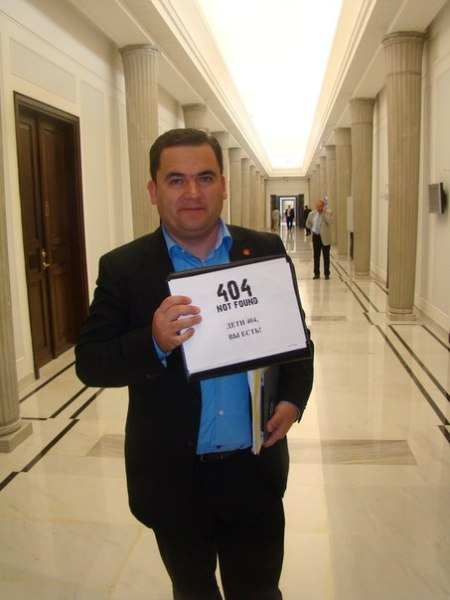
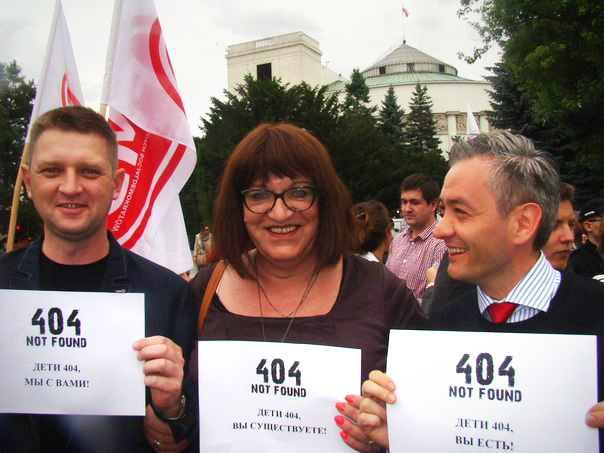
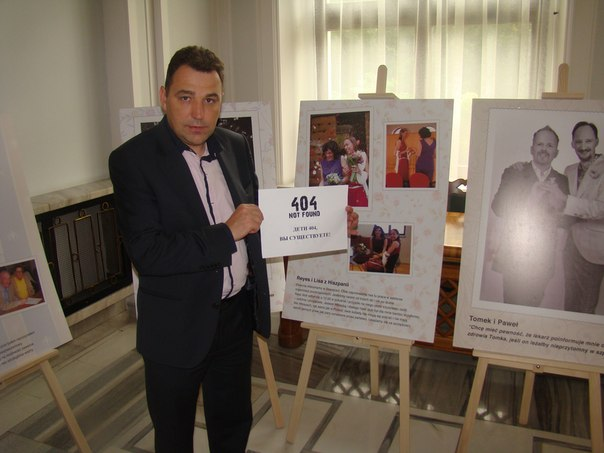
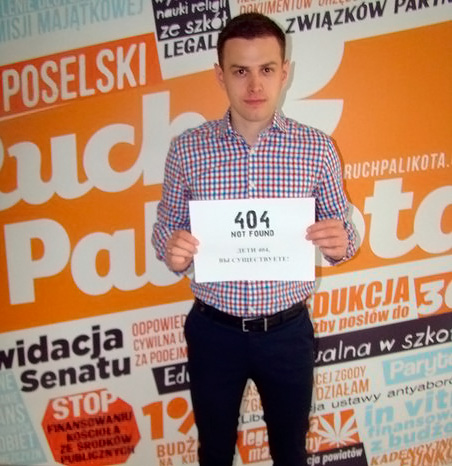